# سدة الشامية
سدة الشامية وهي إحدى السدود في العراق والتي تقع في محافظة الديوانية وتقع على شط الشامية عند مقدم مدينة الشامية بحدود (3) كيلومترات يبلغ تصريف ناظم شط الشامية التصميمي 1100 م 3/ثا بمنسوب المقدم 25.70 م فوق سطح البحر في حين أنَّ التصريف التشغيلي هو 50-230 م3/ثا وبمنسوب تشغيلي 24.50 م فوق سطح البحر عدد فتحات هذا الناظم هي (6) ذات بوابات شعاعية تبلغ أبعاد كل فتحة (12.00×6.3) م كما تكون مع سدة غماس وسدة الكوفة مشروع ري (كفل – شنافية) البالغ مساحته الـكلية (550) ألف دونم والمساحة الصالحة للزراعة تبلغ (400) ألف دونم، وبعد إنشاء النواظم على شط الشامية أمكن التحكّم بتصاريف المياه التي تمر عبر الشط بما يؤمّن إنجاح الخطط الزراعية السنوية، حيث يتم تقنين المياه بنسبة 40% من الكميات التي كانت تطلق قبل إنشاء النواظم الثلاثة المذكورة، أُنجز العمل بها عام 1988.

## روابط خارجية
- السدود في العراق